# Uzovský Šalgov
Uzovský Šalgov (węg. Pusztasalgó) – wieś (obec) na Słowacji, w kraju preszowskim, w powiecie Sabinov. Pierwsza wzmianka o miejscowości pochodzi z 1314 roku.